# Distichophyllidium nymanianum
Distichophyllidium nymanianum là một loài rêu trong họ Daltoniaceae. Loài này được M. Fleisch. mô tả khoa học đầu tiên năm 1908.